# Morte da risata

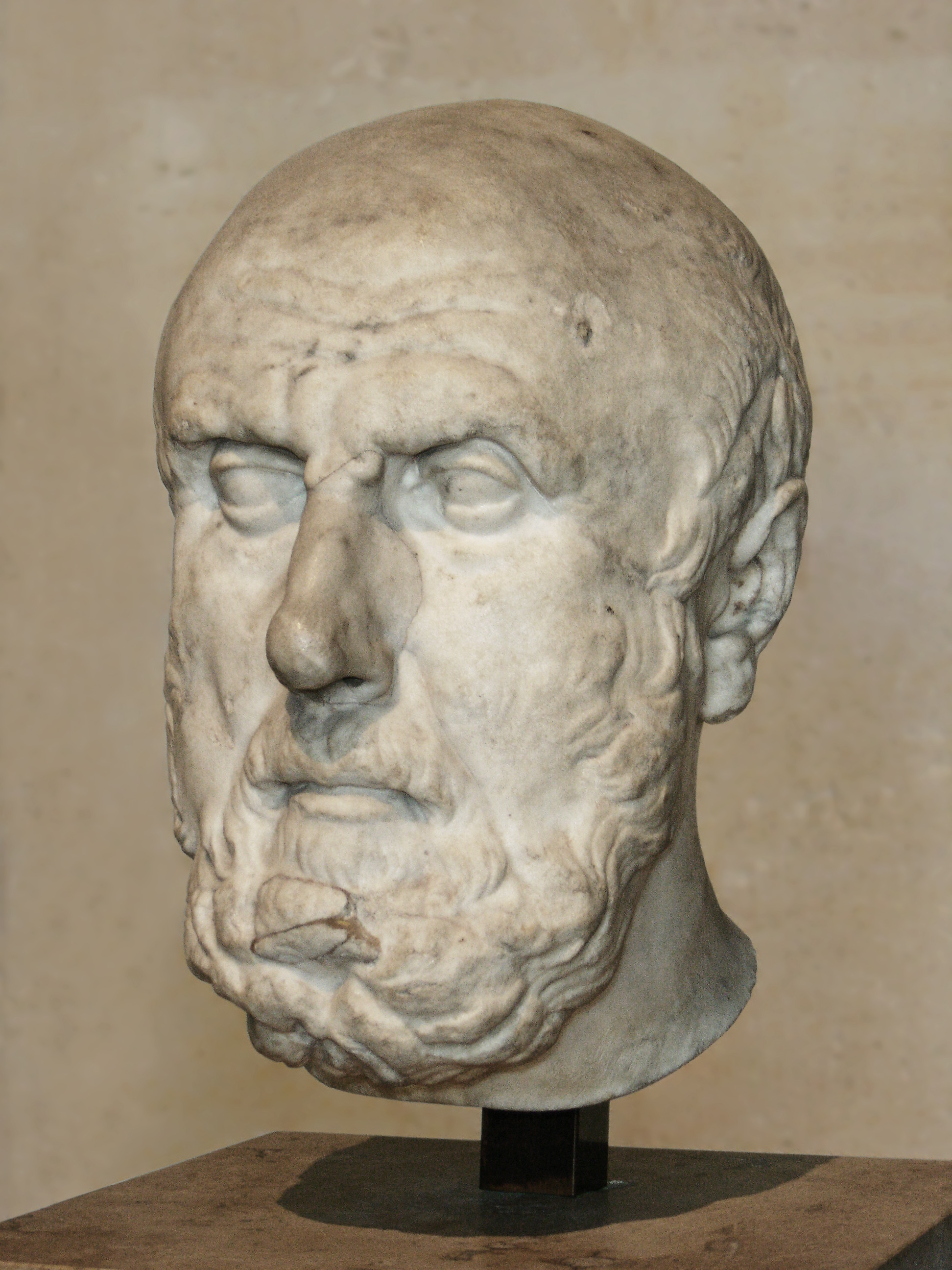
Crisippo di Soli, presumibilmente morto per troppe risate.

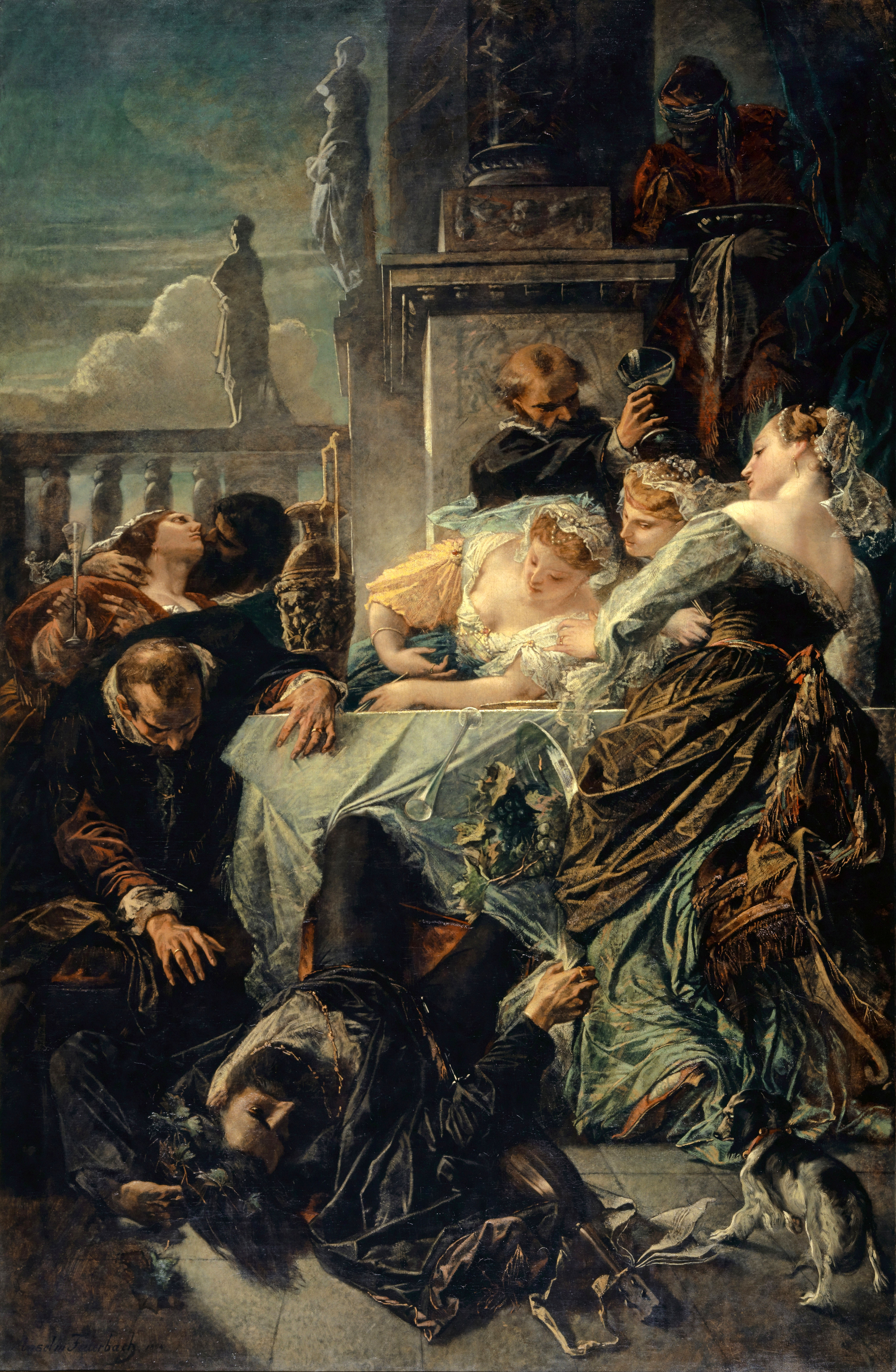
Der Tod des Dichters Pietro Aretino di Anselm Feuerbach.

La morte da risata fa riferimento ad un raro caso di morte, solitamente derivante da arresto cardiaco o asfissia causato da un eccesso di risate. Morti di questo tipo si sono registrate dai tempi dell'Antica Grecia ad oggi.

## Fisiopatologia
La morte può derivare da diverse patologie che si discostano dalle risate benigne. L'infarto del ponte di Varolio e del midollo allungato possono causare risate patologiche.
Le risate possono causare atonia e lipotimia, che possono causare traumi. Le convulsioni gelastiche possono essere dovute a lesioni focali all'ipotalamo. A seconda delle dimensioni della lesione, la labilità emozionale può essere un segno di una condizione acuta e non essa stessa la causa della fatalità. La sincope gelastica è anche associata con il cervelletto.

## Morti attribuite al riso
- Zeusi, pittore greco del V secolo a. C., pare sia morto a causa delle risate provocate da un dipinto umoristico della dea Afrodite, da lui stesso compiuto sotto commissione di una anziana signora che insistette per fare da modella.
- Diogene Laerzio, in Vita dei filosofi, afferma che la morte di Crisippo di Soli, filosofo stoico del II secolo a. C., sia stata dovuta a una risata occorsa mentre guardava il suo asino mangiare dei fichi.
- Nel 1410, il re Martino I d'Aragona morì a causa di una combinazione di dispepsia e incontrollabili risate.
- Nel 1556, Pietro Aretino morì di ictus cerebrale: è stata tramandata l’ipotesi che la trombosi sia stata dovuta a un eccesso di risa generato dall’ascolto di una storiella comica.
- Si dice che, nel 1660, Thomas Urquhart, aristocratico scozzese e primo traduttore degli scritti di François Rabelais in lingua inglese, morì per un eccesso di risa quando sentì che Carlo II d'Inghilterra era salito al trono.
- Il 24 marzo 1975 Alex Mitchell, inglese di King's Lynn, morì per un eccesso di risa mentre guardava l'episodio Kung Fu Kapers della serie The Goodies. Dopo 25 minuti di risate Mitchell collassò per insufficienza cardiaca. Dopo la morte, la sua vedova spedì una lettera alla produzione della trasmissione ringraziandoli per aver reso gli ultimi minuti della vita di Alex molto piacevoli.
- Nel 1989, Ole Bentzen, un audiologo danese, morì dalle risate vedendo il film Un pesce di nome Wanda. Pare che il suo cuore sia stato oggetto di tachicardia prima di arrestarsi.[senza fonte]
- Nel 2003, Damnoen Saen-um, un venditore di gelati thailandese, morì mentre rideva nel sonno all'età di 52 anni. Probabilmente decedette per insufficienza cardiaca o asfissia.[senza fonte]

## Nella cultura popolare
- Ne Le avventure di Pinocchio. Storia di un burattino di Carlo Collodi, un gigantesco serpente, vedendo il burattino cadere a testa in giù in una pozza di fango, rimanendovi conficcato e muovendo freneticamente le gambe, viene colto da un attacco di risa tanto violento da causargli la rottura di una vena sul petto e la morte. È da questa scena che è detto essere nato il termine "ridere a crepapelle".
- Le faine al servizio del giudice Morton muoiono dalle risate in Chi ha incastrato Roger Rabbit.
- Nei fumetti di Batman (e nel film del 1989) il Joker uccide spesso le sue vittime con un veleno che provoca convulsioni incontrollabili fino alla morte.
- Nello sketch dei Monty Python intitolato La barzelletta più divertente del mondo gli inglesi vincono la seconda guerra mondiale grazie a una fatale barzelletta che uccide dalle risate i tedeschi.
- In Mary Poppins il banchiere anziano è stroncato dal troppo ridere, dovuto a una barzelletta.
- Nel Morgante di Luigi Pulci, il gigante Margutte muore a causa del gran ridere fatto per aver visto una bertuccia impossessarsi dei suoi stivali e giocare a toglierseli e rimetterseli.
- In Fantaghirò, la protagonista si trova in una caverna che scopre essere la bocca gigantesca della Sacra Bestia, che intende mangiarla. Utilizzando una piuma, Fantaghirò fa il solletico alla Rosa d'Oro, che altro non è se non l'ugola del mostro, provocando la risata incontrollabile della bestia, e continua inesorabilmente, facendo all'animale tanto di quel solletico da farlo morire dal ridere.
- Nel cartone animato Samurai Jack, nell'episodio "Jack and the Smackback", il protagonista si trova a combattere in un'arena contro degli spietati colossi alieni. Uno di questi è un colossale gigante tipo Sumo, che schiaccia Jack sotto il peso del suo corpo, ma questi sopravvive. Mentre egli cerca di liberarsi, il movimento del suo codino solletica sul fianco il gigante, che scoppia a ridere incontrollabilmente; Jack, dopo l'iniziale sbigottimento, continua compiaciuto il movimento della testa, incrementando l'effetto solleticante, quindi, una volta liberatosi, continua a fare il solletico al guerriero usando l'elastico che lega il suo codino, e continua fino a quando il gigante presumibilmente muore dal ridere (anche se potrebbe solo svenire, non è chiaro).
- Ne L'era glaciale 3 - L'alba dei dinosauri, il gruppo formato da Buck, Manny, Ellie, Diego, Crash e Eddie si ritrova ad attraversare l"Abisso della Morte", una delle difficili prove che devono affrontare per riunirsi al loro amico Sid, il bradipo. L'Abisso della Morte è un'enorme voragine da cui promanano gas velenosi, che hanno già portato diversi sventurati a morire dal ridere prima del loro passaggio.